# Waltz Time
Waltz Time é um filme musical produzido no Reino Unido em 1945, dirigido por Paul L. Stein e com atuações de Carol Raye, Peter Graves e Patricia Medina.